# アセフェート
アセフェート（英語: Acephate）とは、有機リン系の農薬、殺虫剤の一種である。商品名はオルトラン。

## 利用
- アセフェートは水によく溶け、また植物体への浸透移行性に優れ、加えて植物体内で移動しやすい性質があるので、土に混ぜて使用する「粒剤」は1回の散布で約2-3週間、希釈して噴霧する「液剤」「水和剤」は約1週間効果が持続し、害虫予防薬に適している[1] [2]。
- 主に野菜や園芸植物を加害するアブラムシ、アザミウマ類、ヨコバイなどの吸汁性害虫、アオムシ、ヨトウムシ、アワノメイガ、ハマキムシ類などの食害性害虫に対する防除の為に使用される[3]。
また、芝、森林に対してハモグリバエ、ケムシ、ハバチ、アザミウマ、アリの抑制にも使われる。

## 販売
商品名「オルトラン」の粒剤・水和剤が販売されていたが、日本で最初のジェネリック農薬として、JA全農から「ジェイエース」の商品名で発売されている。同様に、住友化学からも「スミフェート」の商品名で発売されている。
アリに対しては、糖類と混合したベイト剤（アリアトール）が用いられる。

## 毒性
- アセフェート自体はヒトに対して低毒性の物質であり、WHO（世界保健機関）はアセフェートをクラスⅢ「低毒性の物質」に分類しており、日本国内でも毒物や劇物には指定されていない[5]。アセフェート分子のアセチル基が、昆虫の体内で高活性のアセチルアミダーゼと反応することにより殺虫成分に変化し、ヒトには無害であるが昆虫に対してのみ選択的に殺虫効果を発揮するという仕組みになっている[6]。
- アセフェートはその少量での使用にもかかわらず、鳴禽類（ウグイス、ツグミ、ヒバリなど）の方角感覚を狂わせるという結果も報告されている。[要検証 – ノート]
- 解毒剤は、硫酸アトロピン製剤又はPAMなどが有効である。